# Finstermühle (Pleystein)
Die Finstermühle ist ein Gemeindeteil der Oberpfälzer Stadt Pleystein im Landkreis Neustadt an der Waldnaab; dort bestanden früher ein Eisenhammer, auch Hammer Spielberg genannt, und eine Mühle. Das Werk wurde vom Wasser der Pfreimd angetrieben.

## Geschichte
Ursprünglich standen dort ein Eisenwerk und eine Mühle, die 1456 noch als gangbar bezeichnet wurden. Der Hammer Spielberg hatte seinen Namen von dem danebenliegenden Weiler Spielberg bei den Weihern, dem heutigen Spielhof. Vermutlich an der Wende vom 15. zum 16. Jahrhundert dürfte eine Verödung eingesetzt haben; 1531 bestand der Hammer nicht mehr, denn in einem Erbbrief aus diesem Jahr wurden dem Hammermeister Eschenweck zwei Sinterhaufen für eine jährliche Verzinsung von 20 fl überlassen, von denen der eine von dem verödeten Hammer Premhof und der andere vom Hammer Spielberg stammte.
1562 ordnete der Treswitzer Pfleger die Wiedererrichtung der Mühle an und gab dem Peter Schott darüber einen Erbbrief. Aber erst 1583 wurde berichtet, dass die „Schottenmühle“ vor einigen Jahren wieder aufgebaut wurde. 
1808 war Anton Sichert Besitzer des Gutes, das seitdem auch die Bezeichnung Sicherthof trägt. Im Kataster von 1843 wird als Besitzer Nikolaus Sauer genannt, wobei dort eine Mühle mit Mahlgang und Radstube sowie eine Mühlgerechtigkeit vorhanden waren. Um 1980 war der Besitzer der Finster- oder Schottenmühle Max Weig. 